# Mantoida
Mantoididae, é uma família monotípica de louva-deus, que contém somente 1 género, mantoida, que conta com 9 espécies reconhecidas cientificamente.

## Taxonomia

### Espécies
O género compreende as seguintes espécies:
- Mantoida argentinae La Greca, 1990
- Mantoida brunneriana Saussure, 1871
- Mantoida burmeisteri Giebel, 1862
- Mantoida fulgidipennis Westwood, 1889
- Mantoida matthiasglinki † Zompro, 2005
- Mantoida maya Saussure & Zehntner, 1894
- Mantoida nitida Newman, 1838
- Mantoida ronderosi La Greca, 1990
- Mantoida schraderi Rehn, 1951
- Mantoida tenuis Perty, 1833
- Mantoida toulgoeti Roy, 2010